# Rochester-Familie
Die Rochester-Familie (Rochester Crime Family) war eine italo-amerikanische Mafiafamilie der amerikanischen Cosa Nostra mit Hauptsitz in Rochester (New York). Seit dem Tod von Samuel Russotti im Jahr 1993 geht man davon aus, dass es sich nicht mehr um eine organisierte Mafiafamilie handelt. Die Mitglieder und Assoziierten, die zu dieser Zeit noch am Leben waren und nach diversen Verhaftungen aus dem Gefängnis kamen, blieben entweder inaktiv oder scheinbar ohne Führung.

## Geschichte

### Prohibition
Während der Zeit der Prohibition in den Vereinigten Staaten war die Mehrheit der Rochester-Bevölkerung uneins mit diesem Gesetz. Die Polizei führte wöchentlich Razzien in Flüsterkneipen und illegalen Brennereien durch. Alfio Boscarino war Rochesters selbsternannter "König der Schmuggler". Er betrieb eine 3.000-Gallonen-Brennerei auf der Sander St. Bis Mitte der 1920er Jahre waren in Rochester mitunter die mächtigsten italienischen Schmuggler-Syndikate, die von dem ehemaligen Black-Hander Joseph Lodato und von Alfio Boscarino angeführt wurden. Auch verschiedene andere italienische Schmuggel-Banden waren aktiv in der Stadt, wobei die meisten von ihnen mit den Gangs von Lodato und Boscarino sympathisierten oder ihnen untergeben waren. Nach den Erkenntnissen von Razzien scheint Boscarino von beiden Bossen der aktivere gewesen zu sein.
Während das italienische Schmuggel-Geschäft in Rochester einen relativ friedlichen Start hatte, begannen im Jahr 1926 Feindschaften zwischen den verschiedenen Fraktionen zu entstehen; im Mittelpunkt stand Boscarino. Die Schießereien begannen in der Nacht vom 13. April 1927, als Boscarino überfallen und angeschossen wurde. Als Täter verdächtigt wurden die Brüder Vincenzo und Antonio Infantino. Beide wurden jedoch aufgrund unzureichender Beweise freigelassen. Boscarino schwieg und der Fall blieb ungelöst. Circa einen Monat später, am 1. Mai, wurde sein Hauptkonkurrent Joseph Lodato erschossen. Sieben von Lodatos Assoziierten wurden wesentlich als Zeugen verhaftet. Unter ihnen war Pasquale „Patsy“ Amico, ein Partner von Lodato, der in den Reihen der Lodato-Gruppe schnell aufstieg und in den kommenden Jahren zu einer wichtigen Figur in der Mafia von Rochester wurde. Im Juli des gleichen Jahres wurde Boscarino erneut angeschossen. Wieder wurden die Infantino-Brüder verhaftet. Boscarino identifizierte Anthony als Schütze und dieser landete vor Gericht; Infantino wurde freigesprochen. Mit einem Leibwächter fuhr Boscarino am 12. September 1930 nach Buffalo und schoss Infantino vor einer Polizeistation nieder. Einige Tage später starb dieser an seinen Wunden und Boscarino wurde wegen Mordes angeklagt. Bereits einige Monate zuvor verlor Vincenzo Infantino, nach einem fehlgeschlagenen Attentat auf sein Leben, seine Frau und seine Tochter. Natürlich wurde auch hier Boscarino verdächtigt.

### Amico-Ära
Mit Boscarinos späterem Untergang wurden andere Schmuggler-Banden prominent. Mittlerweile gehörte Pasquale Amico, zusammen mit seinem Partner und als Underboss vermuteten Vito Piccaretto, zu den mächtigsten Schnapsschmugglern in Rochester, nachdem sie die ehemaligen Operationen von Joseph Lodato übernommen hatten. Als die Prohibition im Dezember 1933 aufgehoben wurde, suchten Mobster wie Amico, Piccaretto und Boscarino Beteiligung an anderen kriminellen Aktivitäten wie Glücksspiel, Fälschungen, Einbrüche und Raubüberfälle. Die Schmuggel-Ära endete und die Gruppierungen koexistierten fortan wieder friedlich. Man kann annehmen, dass dies an der Tatsache lag, dass sich einer der Anführer zum alleinigen Boss erhob und die italienische Unterwelt organisierte. Wenn ein solcher Anführer tatsächlich existierte, dann der derzeit mächtigste Mobster, Pasquale Amico. Unter anderem pflegte er auch gute Beziehungen zur Magaddino-Familie aus Buffalo. Amico blieb bis zu seinem Tod im Jahr 1947 eine führende Figur in der Rochester-Mafia. Drei von Amicos Söhnen traten später in die Fußstapfen ihres Vaters und wurden Mitglieder der Mafia. Ebenfalls starb auch Piccaretto im Jahr 1947.

### Führungsfrage
Obwohl davon auszugehen ist, dass ein Nachfolger schnell ernannt wurde, bleibt unklar, wer diese Person war. Diverse Informationen zum Zeitraum zwischen 1947 und 1957 fehlen einfach. Obwohl in den späteren Jahren mehrere Rochester-Mafia-Mitglieder mit den Behörden kooperierten, war niemand in der Lage, alle Informationen im Bezug auf diese Zeitspanne zur Verfügung zu stellen und die Behörden konnten auch keine Verbindungen zu einem organisierten kriminellen Netzwerk aufdecken.
Erst im Jahre 1957, zehn Jahre nach dem Ableben von Amico und Piccaretto, wurden die angeblich führenden Mafia-Figuren von Rochester positiv identifiziert. Auslöser dafür war das berühmte Apalachin-Meeting – eine Zusammenkunft von fast allen Bossen der amerikanischen Cosa Nostra im November 1957, welches in der Gemeinde Apalachin im Bundesstaat New York stattfand und von der örtlichen Polizei gestürmt wurde. Constenze „Stanley“ Valenti soll als Oberhaupt, zusammen mit seinem Bruder Frank Joseph Valenti als Underboss, die Unterwelt in Rochester dominiert haben. Obwohl es möglich ist, dass Costanze seit dem Tod von Amico und Piccaretto die Kontrolle über die Rochester-Mafia hatte, scheint dies unwahrscheinlich, da er damals erst einundzwanzig Jahre alt war. Frank, zwar fünfzehn Jahre älter, war aber auch ein unwahrscheinlicher Kandidat für eine solche Position, da er sich von den späten 1940er bis in die frühen 1950er Jahre in Pittsburgh (Pennsylvania) aufhielt.

### Machtwechsel
Nachdem beide sich geweigert hatten, Fragen zu beantworten, bevor eine Grand Jury die Gründe für das Unterwelt-Treffen untersuchte, wurden sie im August 1958 wegen Missachtung des Gerichts inhaftiert. Frank wurde innerhalb eines Jahres und Costanze nach sechzehn Monaten entlassen. Obwohl beide wieder frei waren, waren die Valentis nicht in der Lage, ihre Kontrolle über Rochesters Unterwelt-Aktivitäten zu halten. Beide standen unter ständiger Überwachung durch die Strafverfolgung. Im April 1961 wurde Frank Valenti zu drei Jahren im Exil von Rochester verurteilt. Er kehrte nach Pittsburgh zurück, wo er den Großteil seines Erwachsenenlebens verbracht hatte. Stanley, nicht in der Lage, sich ohne Bundesagenten frei zu bewegen, konnte demnach auch kaum ein potentieller Boss sein. Jemand anderes war verantwortlich für die Rochester-Mafia.
Nach Erkenntnissen der Behörden hatte, nach dem Gefängnisaufenthalt der Valentis, Jacomino „Jake Russo“ Russolesi im Jahr 1958 mit Hilfe der Magaddino-Familie als neuer Kopf die Führung übernommen. Gegen Ende des Jahres 1963 soll Russolesi bei Buffalo-Boss Stefano Magaddino in Ungnade gefallen sein. Im September 1964 endete Frank Valentis Exil und er kehrte nach Rochester zurück, wo er versuchte, die Kontrolle über die örtliche Unterwelt wiederzuerlangen. Er selbst soll sich mit Magaddino einig geworden sein. Im November 1964 machte Frank Valenti bekannt, dass er der neue Chef der lokalen Mafia sei und organisierte zwei große Feste, an denen fast die gesamte lokale Glücksspiel-Szene sowie diverse Sympathisanten Valentis anwesend waren. Russolesi zählte nicht zu den Gästen, nachdem er geheimnisvoll, ein paar Tage vor Valentis erster Party, verschwand und nie gefunden wurde. Der nie bewiesene Verdacht der Strafverfolgung war, dass Valenti seine neue Position mit Russolesis Ermordung gesichert hatte.
Im Dezember 1972 wurde er wegen Erpressung verurteilt und erhielt eine zwanzigjährige Haftstrafe. Im März des folgenden Jahres wurde er wegen Verstößen gegen das Waffengesetz verurteilt und es wurden fünf weitere Jahre hinzugefügt.

### Russotti-Regime
Underboss Samuel J. Russotti übernahm die Führung der Familie und ernannte Rene Piccarreto zum Consigliere und den Familien-Capo Salvatore „Sammy G.“ Gingello zu seinem Underboss. Verbleibende Valenti-Loyalisten wurden entweder aus der Stadt gezwungen oder traten Russottis neuem Regime bei. Stanley Valenti, der während der Herrschaft seines Bruders ein Capo gewesen war, wurde degradiert.
Im November 1976 wurden Russotti, Piccaretto, Gingello und drei weitere Mafiamitglieder wegen Verschwörung zum Mord angeklagt, und sie alle erhielten im Januar 1977 lange Haftstrafen. Es war der erste große Schlag gegen den Rochester-Mob seit Valentis Inhaftierung. Der Erfolg war jedoch nicht von langer Dauer. Im September desselben Jahres entstanden Gerüchte, dass mehrere Mitglieder der Abteilung des Sheriffs während des Prozesses Meineid begangen hatten, und eine föderale Untersuchung folgte. Am ersten Februar 1978 wurden alle verturteilten aus dem Gefängnis entlassen.

### Alphabetkrieg
Als Russotti im Januar 1977 verurteilt wurde, ernannte er einen Untergebenen, Thomas Didio, der für seine Unterweltoperationen verantwortlich war, zum amtierenden Boss. Didio jedoch wollte seine führende Rolle festigen und nicht mehr abgeben. Zum zweiten Mal in den 1970er Jahren gruppierten sich die Fraktionen der Rochester-Mafia gegeneinander. In einem Versuch, seine Position zu stärken, bat Didio bei Stanley Valenti um Rat, der wiederum seinen Bruder konsultierte. Frank sah die Spaltung als Chance, seine ehemalige Macht nach seiner Freilassung aus dem Gefängnis zurückzuerobern. Sowohl die Strafverfolgung als auch die Medien verfolgten die Entwicklungen mit Interesse. Die wichtigsten Akteure der Fraktionen wurden schnell identifiziert und so wurde im Volksmund die Valenti- und Didio-Fraktion „A-Team“ genannt und die Loyalisten um Russotti „B-Team“. Der unvermeidliche Kampf, der folgte, wurde deshalb als der „Alphabetkrieg“ bekannt.
Nach mehreren Fehlversuchen gelang es dem B-Team im April 1978, Gingellos Auto zu sprengen. Gingello selbst überlebte nicht, aber seine beiden Leibwächter überstanden auf wundersame Weise den Angriff und entkamen mit nur geringen Verletzungen. Am 19. Mai 1978 bombardierten Didio-Loyalisten einen Social Club, der als Spielsaal fungierte und mit Russotti verbunden war. Vier Tage später wurde ein anderer von Russotti kontrollierter Spielsalon bombardiert. Am 25. Mai, nur sechs Tage nach dem ersten Bombenanschlag, wurde Rosario Chirico, eine der führenden Figuren des B-Teams, von einem Scharfschützen erschossen. Im Juli 1978 fiel das nächste Todesopfer des Kampfes. Es war B-Team-Chef Thomas Didio, der, nur fünf Tage, nachdem zwei B-Team-Figuren mit einer Ladung Dynamit in ihrem Besitz verhaftet worden waren, erschossen wurde. Rodney Starkweather, ein B-Team-Loyalist, wurde kurz danach ebenso angeschossen, überlebte aber und beschloss im Februar 1979, mit der Strafverfolgung zusammenzuarbeiten. Mit dem Tod von Didio neigte sich die Gewalt allmählich dem Ende zu und es folgten, aufgrund des medialen und polizeilichen Drucks, diverse Anklagen und Verurteilungen.
Die Rochester-Strafverfolgungsbehörden taten alles, um den Mob und die damit einhergehende Gewalt zu stoppen. Am 10. November 1982 wurden Russotti, Piccarreto und acht weitere in einem Erpressungsfall angeklagt, bei dem man sie mit einer Vielzahl von Verbrechen einschließlich des Mordes beschuldigte. Alle zehn Angeklagten zahlten Kaution und waren bald wieder auf der Straße. Im Oktober 1984 wurde Salvatore Russotti für schuldig befunden, ebenso Piccarreto, der Capo Thomas Marotta und vier weitere. Trotz des Freispruchs von drei Angeklagten war das Ergebnis des Prozesses ein großer Sieg für die Strafverfolgung.

### Untergang
Mit Russottis Inhaftierung und dem Rest der oberen Ebene war die Rochester-Mafia erneut führungslos. Renes Sohn, der neue Underboss der Familie namens Loren Piccarreto, unterstützte den aufstrebenden Angelo Joseph Amico, Sr., der der Sohn des einstigen Bosses Pasquale Amico ist. Wegen des internen Streits und der Erfolge der Strafverfolgung gegen mehrere Mitglieder und Angehörige war der Einfluss der Familie enorm zurückgegangen. Während Amico und Piccarreto kämpften, um an ihren kriminellen Operationen festzuhalten, kämpfte das Gesetz gegen sie. An verschiedenen Standorten wurden elektronische Abhörgeräte installiert, die eine Fülle von Informationen über Amico und seine Mitarbeiter lieferten. Im Oktober desselben Jahres wurden Amico, Piccarreto, Joseph LoDolce, Joseph Geniola und ein weiterer im Jahre 1984 Freigesprochener erneut angeklagt. Als die Verhandlung im Oktober 1988 begann, gehörte Amico nicht zu den Angeklagten, die vor Gericht erschienen. Er hatte sich bereits zuvor für schuldig bekannt, sowohl der Erpressung als auch der Mitgliedschaft einer kriminellen Vereinigung. Trotz unmittelbarer Spekulationen seitens der Medien als auch der Verteidiger der verbleibenden drei Angeklagten hatte sich Amico nicht bereit erklärt, gegen seine Mitarbeiter auszusagen. Im Dezember wurden Piccarreto, LoDolce und Geniola wegen Verschwörung zur Kontrolle des organisierten Glücksspiels für schuldig befunden. Amico erhielt schließlich vierzehn, Piccarreto und LoDolce je sieben und Geniola vier Jahre Haft. Die einst relativ gut etablierte Rochester-Mafia bröckelte, aber in Wirklichkeit war der Mob bereits auf den letzten Beinen, als Amico noch die Kontrolle hatte. Mit dem Beginn der 1990er Jahre wurde die Rochester-Mafia in Größe und Einfluss auf wenig mehr als eine Straßengruppe reduziert. Die Mitglieder und Angehörigen, die noch am Leben waren und aus dem Gefängnis kamen, blieben entweder inaktiv oder scheinbar ohne Führung.

## Historische Führung

### Oberhaupt der Familie
Nicht immer ist das Oberhaupt einer Familie so eindeutig zu identifizieren; insbesondere, wenn durch eine Haftstrafe ein anderes Familienmitglied in den Vordergrund rückt. Die Betrachtung von außen macht es nicht immer einfach, ein neues Oberhaupt als solches zu erkennen bzw. dessen genaue Amtszeit festzustellen. Außerdem scheint sich gewissermaßen ein Präsidialsystem durchzusetzen; d. h. das Oberhaupt verlagert seine Macht mehr auf einen sogenannten „acting boss“ und/oder „street boss“, die ihrerseits wiederum das Oberhaupt als solches weiter anerkennen, auch wenn es zum Beispiel in Haft sitzen sollte.
| Zeitraum    | Name                 | Spitzname  | Lebenszeit | Todesursache    | Anmerkung                                 |
| ----------- | -------------------- | ---------- | ---------- | --------------- | ----------------------------------------- |
| 1930er–1947 | Pasquale Amico       | Patsy      | ????–1947  | natürlicher Tod |                                           |
| ????–1958   | Constenze Valenti    | Stanley    | 1926–2001  | natürlicher Tod | 1958–1959 inhaftiert                      |
| 1958–1964   | Jacomino Russolesi   | Jake Russo |            |                 | seit Dezember 1964 vermisst               |
| 1964–1972   | Frank Joseph Valenti |            | 1911–2008  | natürlicher Tod | 1972–1980 inhaftiert                      |
| 1972–1993   | Samuel J. Russotti   | Red        | 1912–1993  | Herzinfarkt     | 1977–1978 und 1984 bis zum Tod inhaftiert |

Acting Boss
- 1977–1978: Thomas Didio ; * 1931–1978 ; am 6. Juli 1978 ermordet
- 1977–1978: Salvatore „Sammy G.“ Gingello ; am 23. April 1978 ermordet
- 1984–1988: Angelo Joseph Amico, Sr. ; * 1931–2011 ; 1988–1993 inhaftiert

### Underboss der Familie
Der Underboss ist die Nummer zwei in der Verbrecher-Familie, er ist der stellvertretende Direktor des Syndikats. Er sammelt Informationen für den Boss, gibt Befehle und Instruktionen an die Untergebenen weiter. In Abwesenheit des Bosses führt er die Organisation an.
| Zeitraum    | Name                 | Spitzname | Lebenszeit | Todesursache               | Anmerkung                              |
| ----------- | -------------------- | --------- | ---------- | -------------------------- | -------------------------------------- |
| 1930er–1947 | Vito Piccaretto      |           | ????–1947  |                            |                                        |
| 1957–1961   | Frank Joseph Valenti |           | 1889–1944  | natürlicher Tod            | 1958–1959 inhaftiert / wurde 1964 Boss |
| 1964–1972   | Samuel J. Russotti   | Red       | 1912–1993  | Herzinfarkt                | wurde 1972 Boss                        |
| 1872–1978   | Salvatore Gingello   | Sammy G.  | 1939–1978  | am 23. April 1978 ermordet | wurde 1977 zeitgleich Acting Boss      |
| 1978–1984   | Richard Marino       |           |            |                            |                                        |
| 1984–1988   | Loren Piccarreto     |           | 1951–heute |                            | 1989–1994 inhaftiert                   |

### Consigliere der Familie
Auf derselben Ebene wie der Underboss steht der Consigliere, der Berater der kriminellen Familie. Es handelt sich meist um ein älteres Mitglied der Familie, das in seiner kriminellen Karriere die Stellung des Bosses nicht erreicht und sich nun teilweise von der aktiven kriminellen Tätigkeit zurückgezogen hat. Er berät den Boss und den Underboss und hat dadurch einen beträchtlichen Einfluss und erhebliche Macht.
| Zeitraum  | Name            | Spitzname | Lebenszeit | Todesursache    | Anmerkung                          |
| --------- | --------------- | --------- | ---------- | --------------- | ---------------------------------- |
| 1964–1984 | Rene Piccarreto |           | 1924–2014  | natürlicher Tod | 1977–1978 und 1984–2007 inhaftiert |